# 10431 Pottasch
10431 Pottasch (4042 P-L) là một tiểu hành tinh vành đai chính.